# Roland Bast
Roland Bast (* 1946) ist ein deutscher Pädagoge.

## Leben
Nach der Promotion 1975 in Essen und der Habilitation am 17. April 1996 in Hagen (Gutachter: Karl-Ernst Ackermann, Otto Peters, Karl-Heinz Dickopp, Werner Wiater, Peter Willy Brandt) wurde er dort 2002 außerplanmäßiger Professor für Bildungswissenschaften an der Fernuniversität in Hagen.

## Schriften (Auswahl)
- Das Selbstverständnis der Friedenspädagogik nach dem 2. Weltkrieg. Essen 1975, OCLC 2388815.
- Einführung in die Pädagogik. Eine kommentierte Bibliographie. Düsseldorf 1982, ISBN 3-590-14251-0.
- Friedenspädagogik. Möglichkeiten und Grenzen einer Erziehung zum Frieden. Düsseldorf 1982, ISBN 3-590-14252-9.
- Grundbegriffe der Pädagogik. Kritik, Emanzipation, Verantwortung. Düsseldorf 1983, ISBN 3-590-14254-5.